# Kem đánh răng voi
Kem đánh răng voi là một chất bọt sinh ra bởi phản ứng phân hủy nhanh của hydro peroxide (oxi già) bằng chất xúc tác kali iodide. Phản ứng xảy ra nhanh chậm phụ thuộc vào độ đậm đặc của hydro peroxide. Vì phản ứng cần ít nguyên liệu cũng như sự phun trào của "núi lửa bằng bọt", đây là một thí nghiệm rất phổ biến cho trẻ em ở các trường học và các tiệc; thí nghiệm này còn được gọi là "thí nghiệm marshmallow", nhưng không liên quan đến thí nghiệm kẹo marshmallow của ĐH Stanford. 

## Giải thích

### Mô tả
Khoảng 50 ml dung dịch hydro peroxide đặc (>30%) được pha vào dung dịch xà phòng hoặc nước rửa chén. Sau đó, một chất xúc tác, thường là 10ml dung dịch kali iodide hoặc catalase từ men làm bánh, được đổ vào làm cho hydro peroxide phân hủy rất nhanh. Hydro peroxide phân hủy thành oxi và nước. Khi một lượng nhỏ hydro peroxide tạo ra một lượng lớn oxi, lượng oxi sinh ra nhanh chóng đẩy ra khỏi ống nghiệm. Nước xà phòng chặn lại khí oxi sinh ra, tạo ra bong bóng, và biến thành bọt. Khoảng 5-10 giọt màu thực phẩm có thể được thêm vào trước khi cho chất xúc tác để tăng thêm độ kịch liệt của phản ứng. Phản ứng xảy ra nhanh chậm phụ thuộc vào độ đậm đặc của lượng hydro peroxide đã dùng. 

### Giải thích một cách hóa học
Thí nghiệm này cho thấy phản ứng phân hủy có xúc tác của hydro peroxide. Hydro peroxide (H2O2) phân hủy thành nước và khí oxi, khí đã làm sinh ra bọt, nhưng thường phản ứng này diễn ra quá chậm để dễ dàng quan sát và đo đạc:
{\displaystyle {\ce {2H2O2 -> 2H2O + O2 (^)}}}
Trong điều kiện thường, phản ứng này diễn ra rất chậm, vì thế một chất xúc tác sẽ được thêm vào để gia tăng tốc độ phản ứng, nhờ đó mà tạo ra sự sinh bọt rất nhanh. Ion iod từ kali iodide là xúc tác và đẩy nhanh tốc độ phản ứng trong khi nó, một cách hóa học, không thay đổi trong quá trình phản ứng. Ion iod thay đổi phương thức mà phản ứng diễn ra:
{\displaystyle {\begin{array}{llllll}{\ce {H2O2}}&+\ {\ce {I-}}&{\ce {->H2O}}&+\ {\ce {IO-}}\\{\ce {H2O2}}&+\ {\ce {IO-}}&{\ce {->H2O}}&+\ {\ce {O2}}{\uparrow }&+\ {\ce {I-}}\\\hline {\ce {2H2O2}}&&{\ce {->2H2O}}&+\ {\ce {O2}}{\uparrow }&&\Delta rH^{\circ }=-196{\text{ kJ/mol}}\end{array}}}
Đây là phản ứng tỏa nhiệt; bọt khí sinh ra sẽ nóng. Một que diêm còn tàn đỏ được dùng để chứng minh khi sinh ra là oxi.
Tốc độ sinh ra bọt được đo đạc bằng thể tích trên thời gian tỉ lệ thuận với nồng độ của peroxide (v/V%), có nghĩa là càng nhiều chất phản ứng (nồng độ peroxide), tốc độ sinh ra bọt diễn ra nhanh hơn.

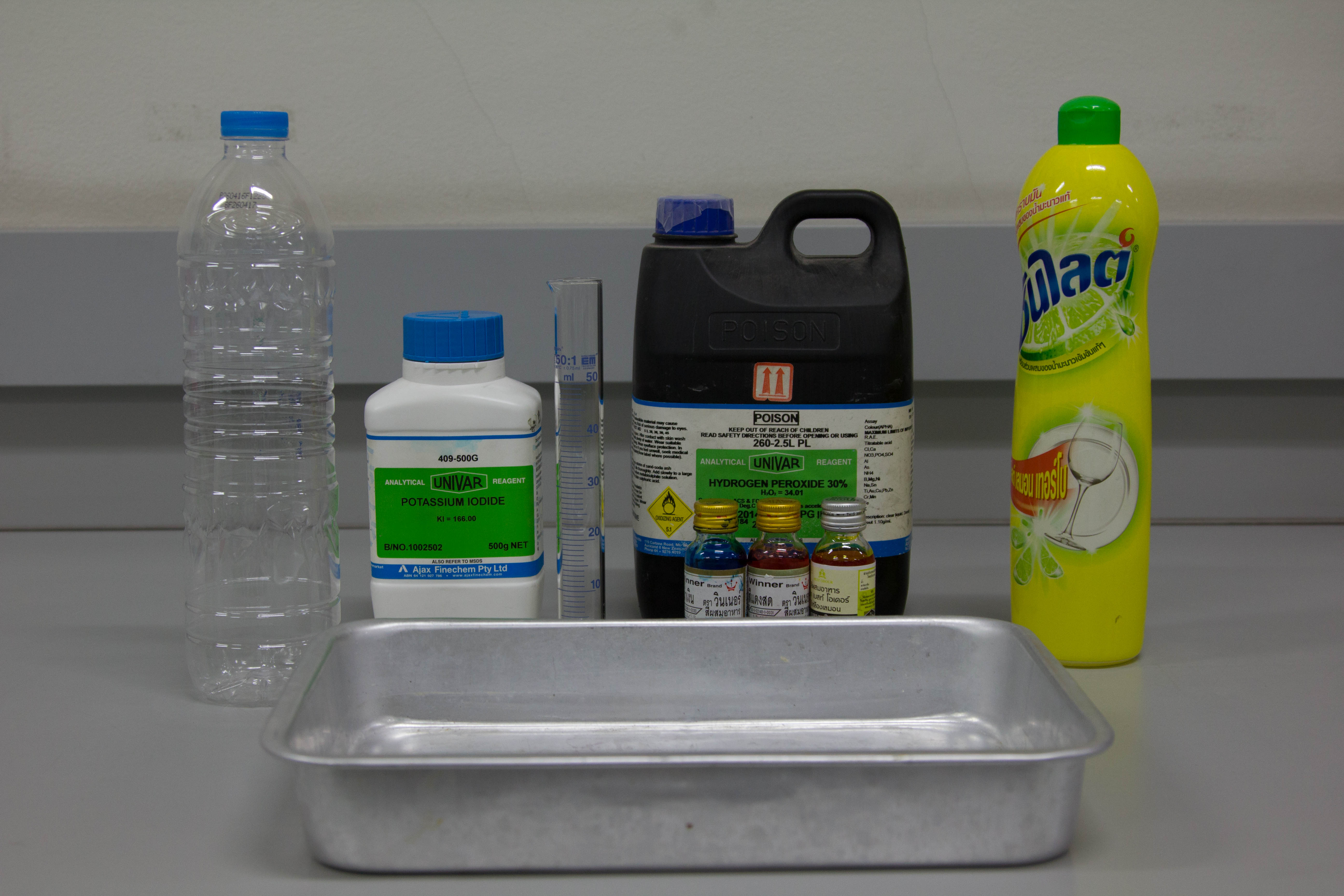
Nguyên liệu cần cho thí nghiệm